# هارتفورد (کنتیکت)
هارتفورد پایتخت ایالتی کنتیکت در کشور آمریکا است. در سال ۲۰۰۶ جمعیت آن، ۱۲۴،۵۱۲ نفر بوده‌است. و دومین شهر بزرگ ایالت بعد از بریجپورت است.این شهر به پایتخت بیمه جهان معروف است و دلیل آن این است که بسیاری از دفاتر اصلی شرکتهای بزرگ بیمه در این شهر قرار دارند و با قدمتی حدود ۴۰۰ سال یکی از قدیمی‌ترین شهرهای آمریکا می‌باشد. دانشگاه هارتفورد در این شهر است.

## نگارخانه

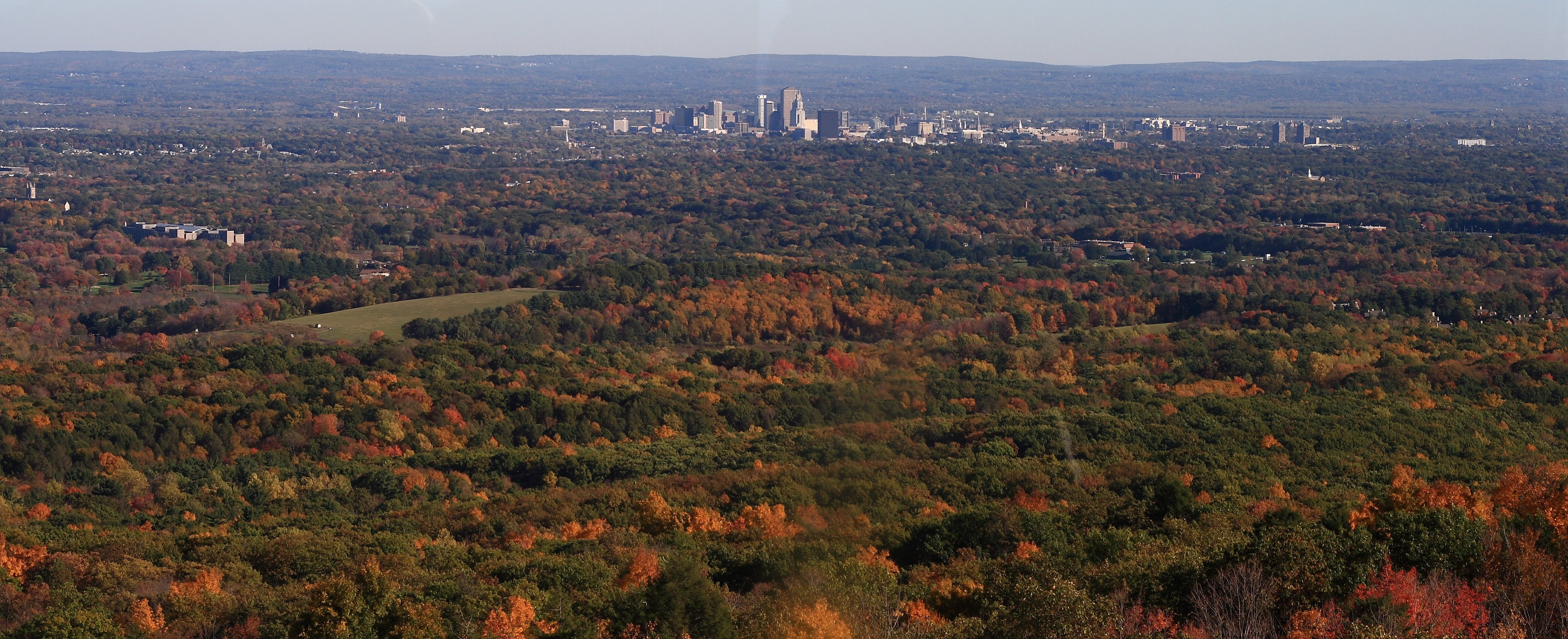
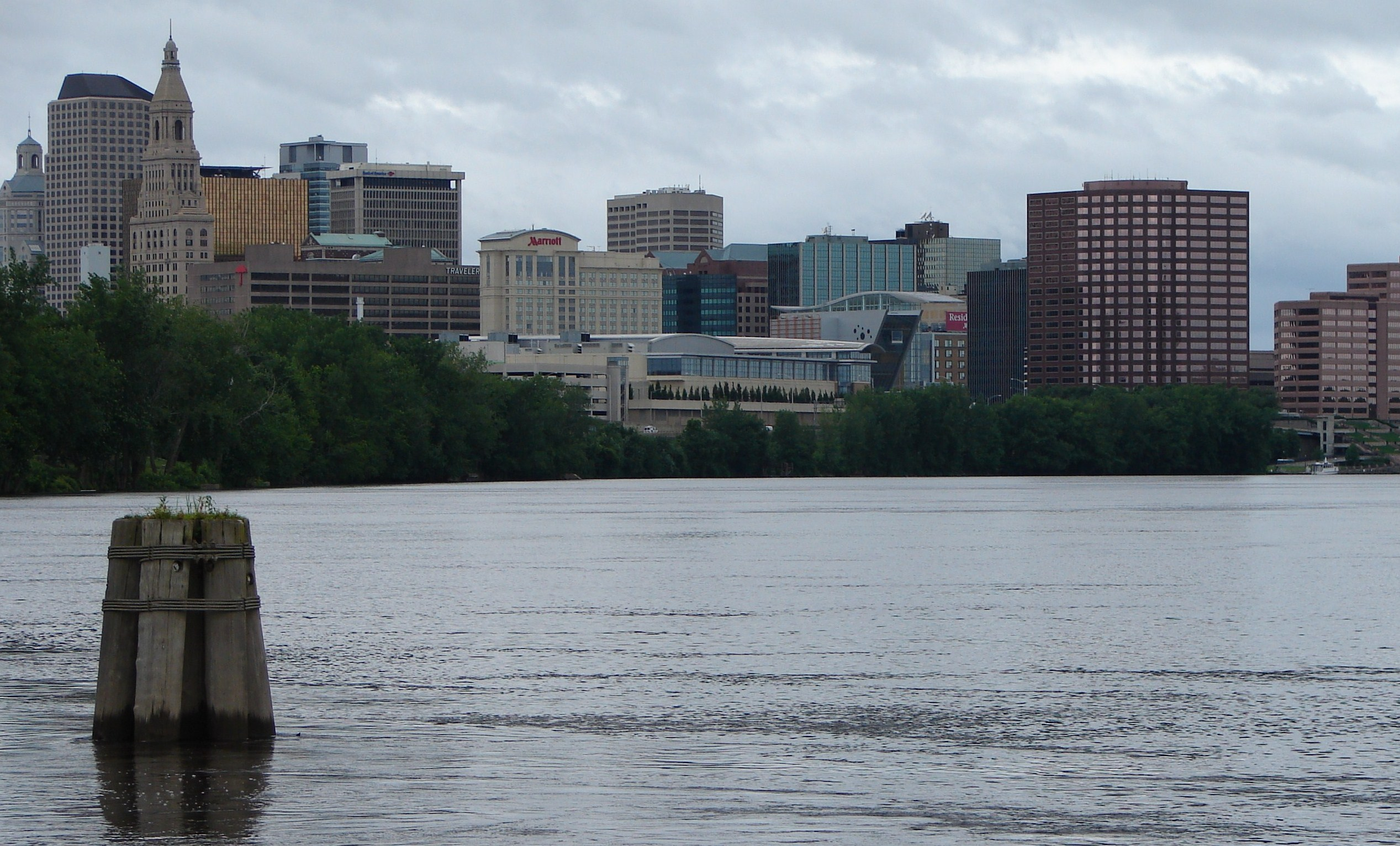
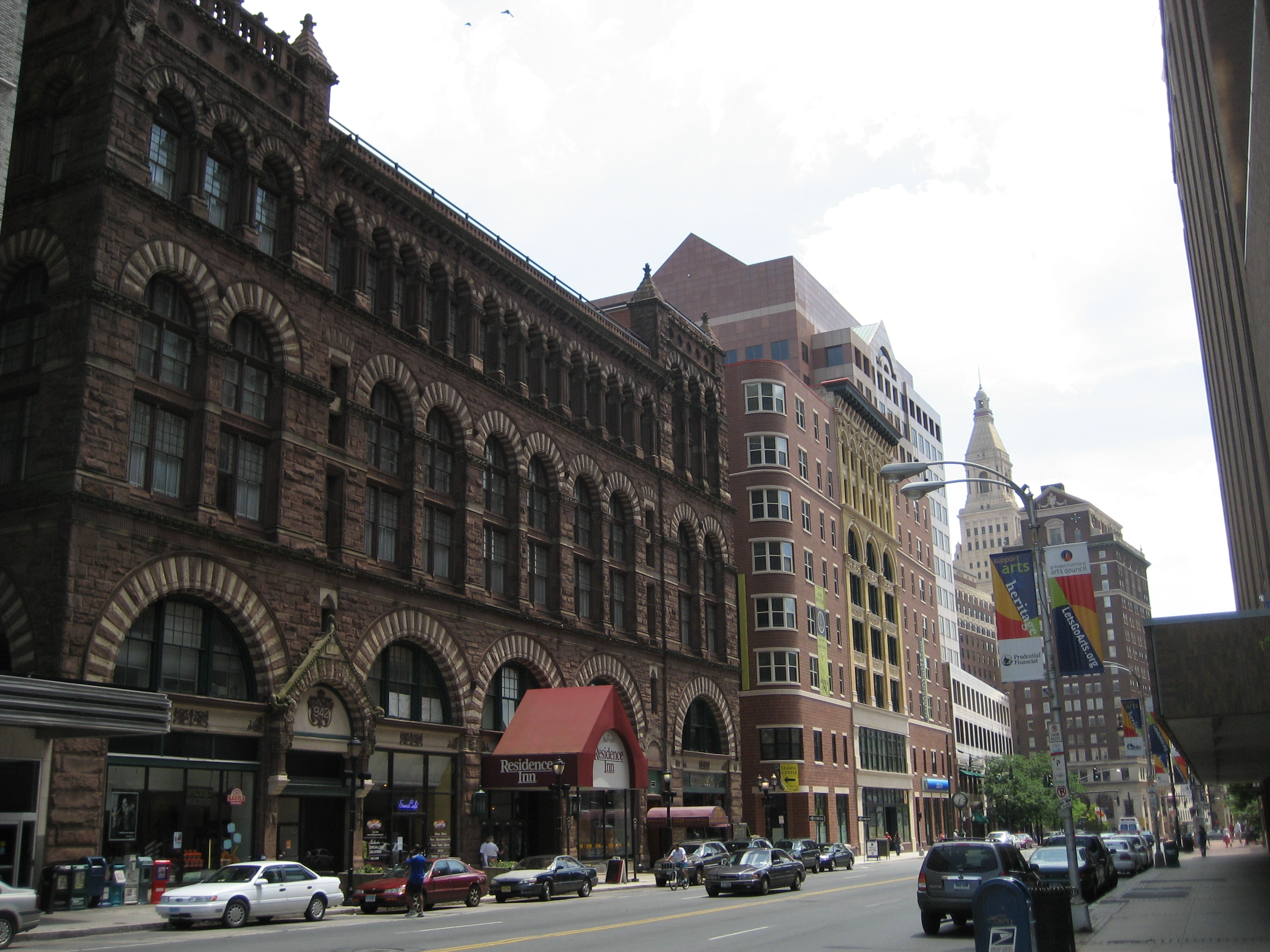
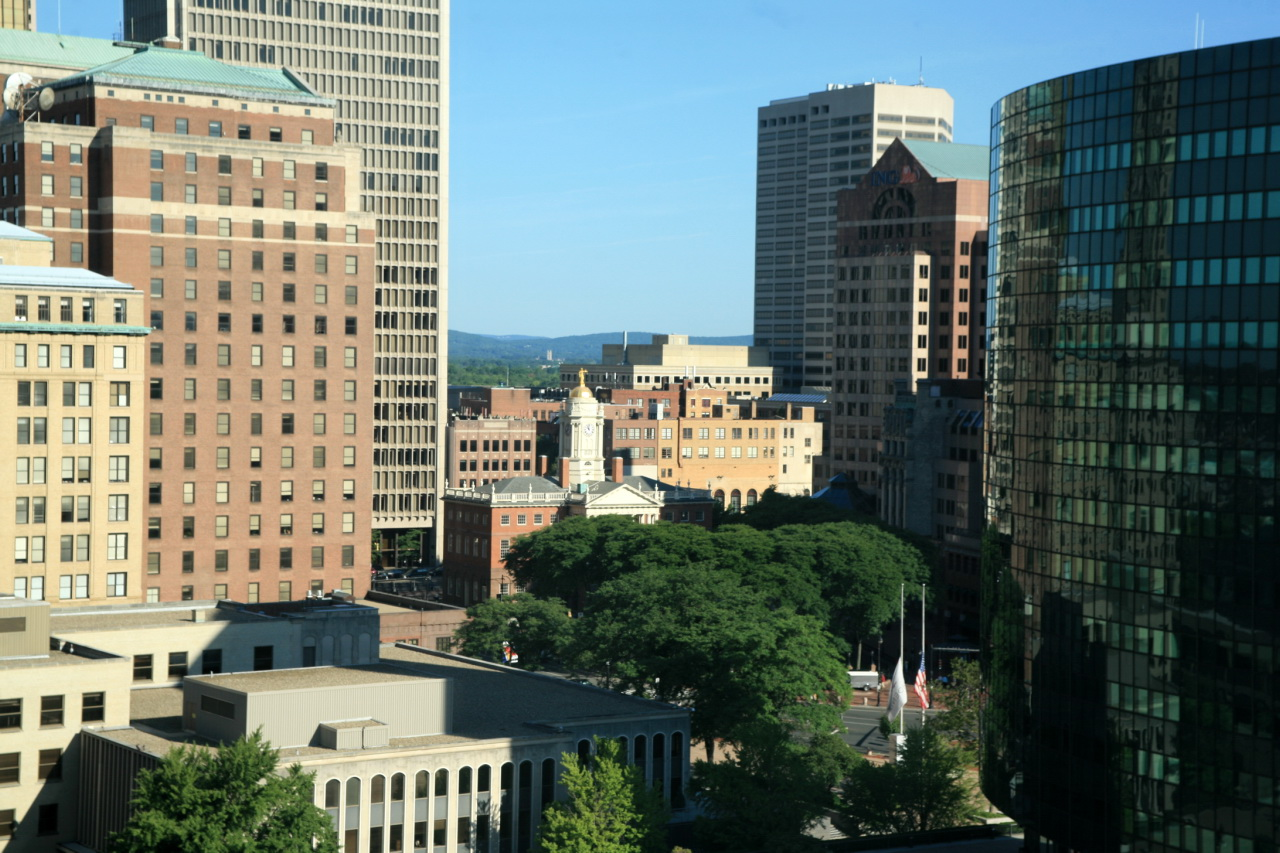
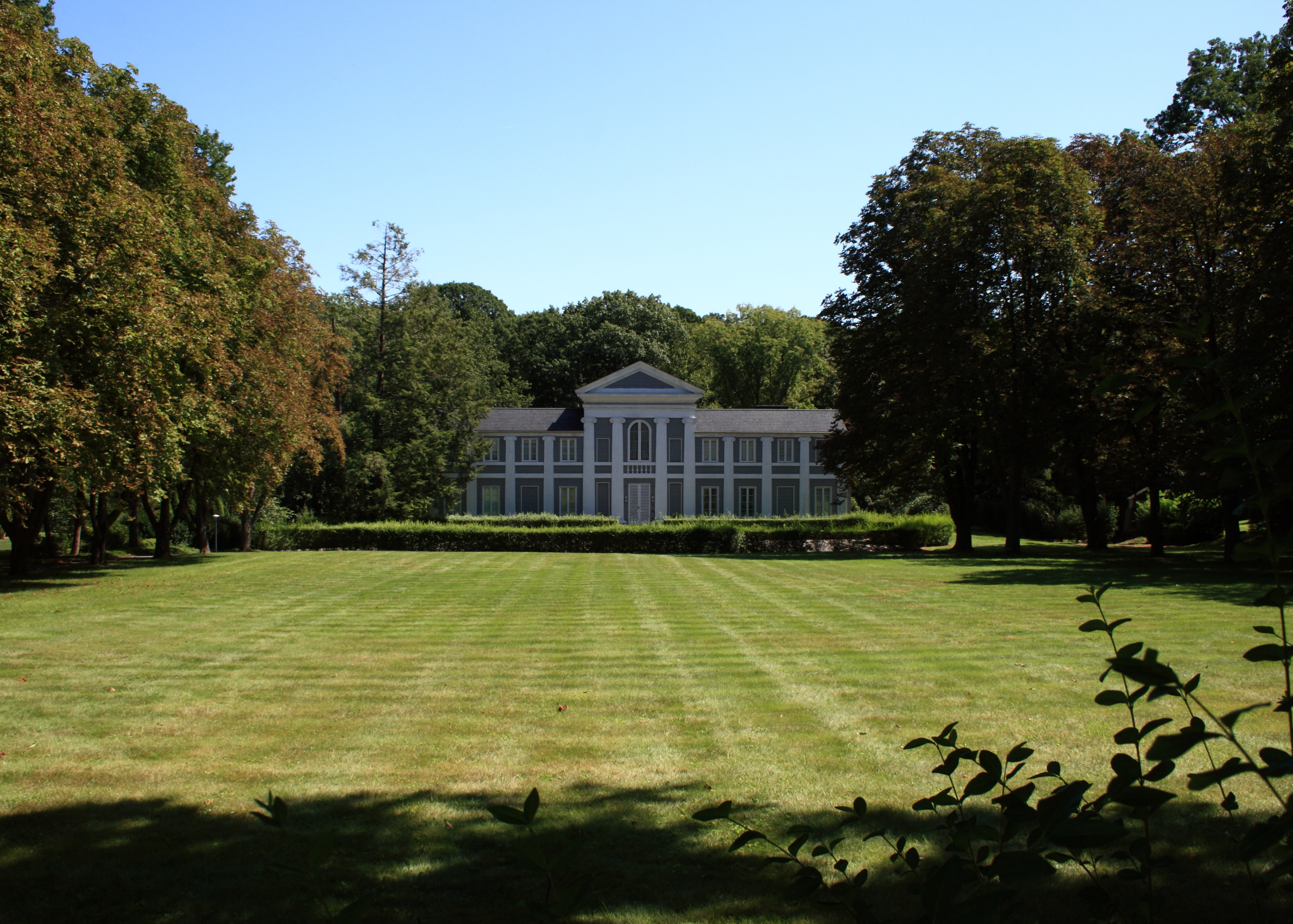
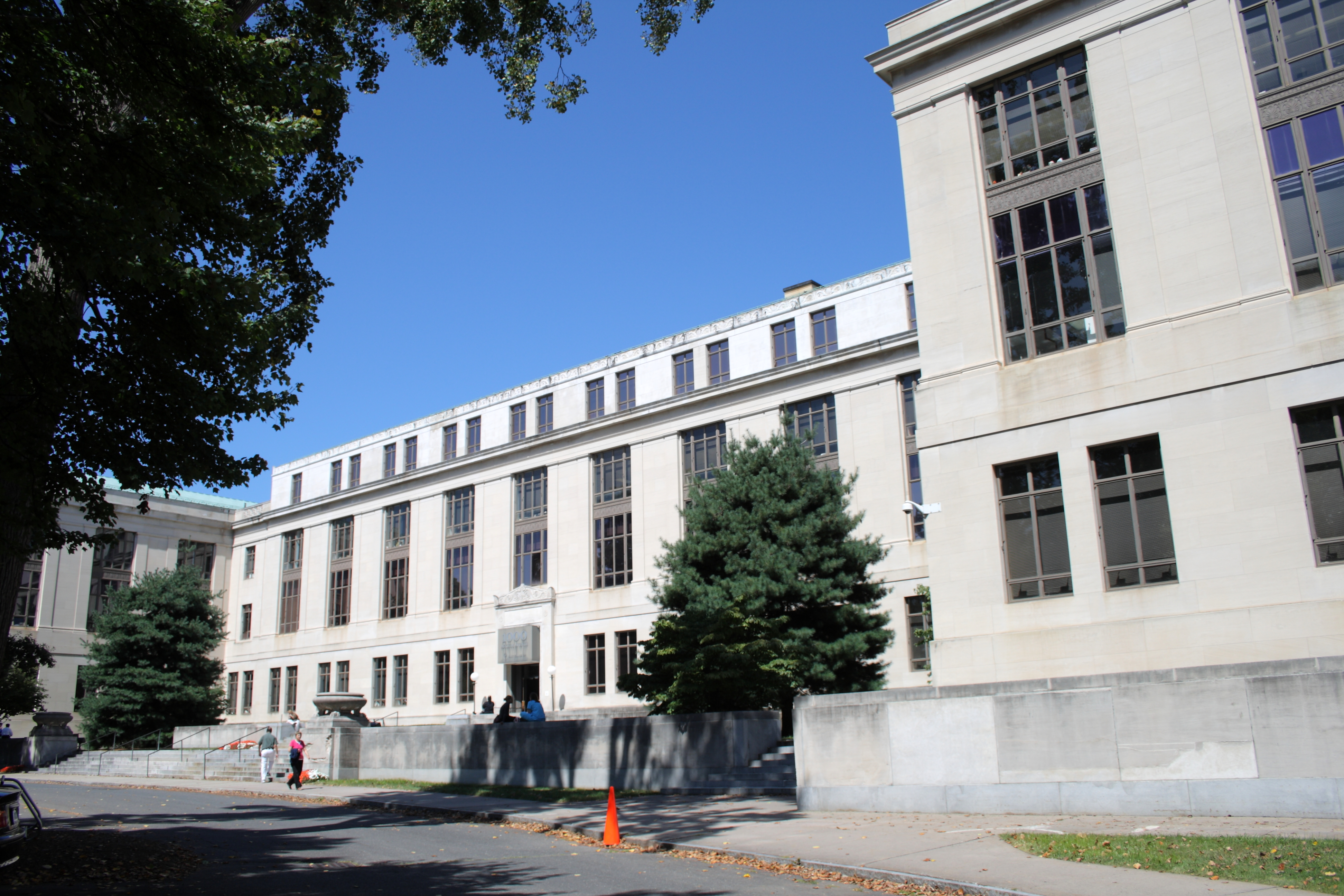
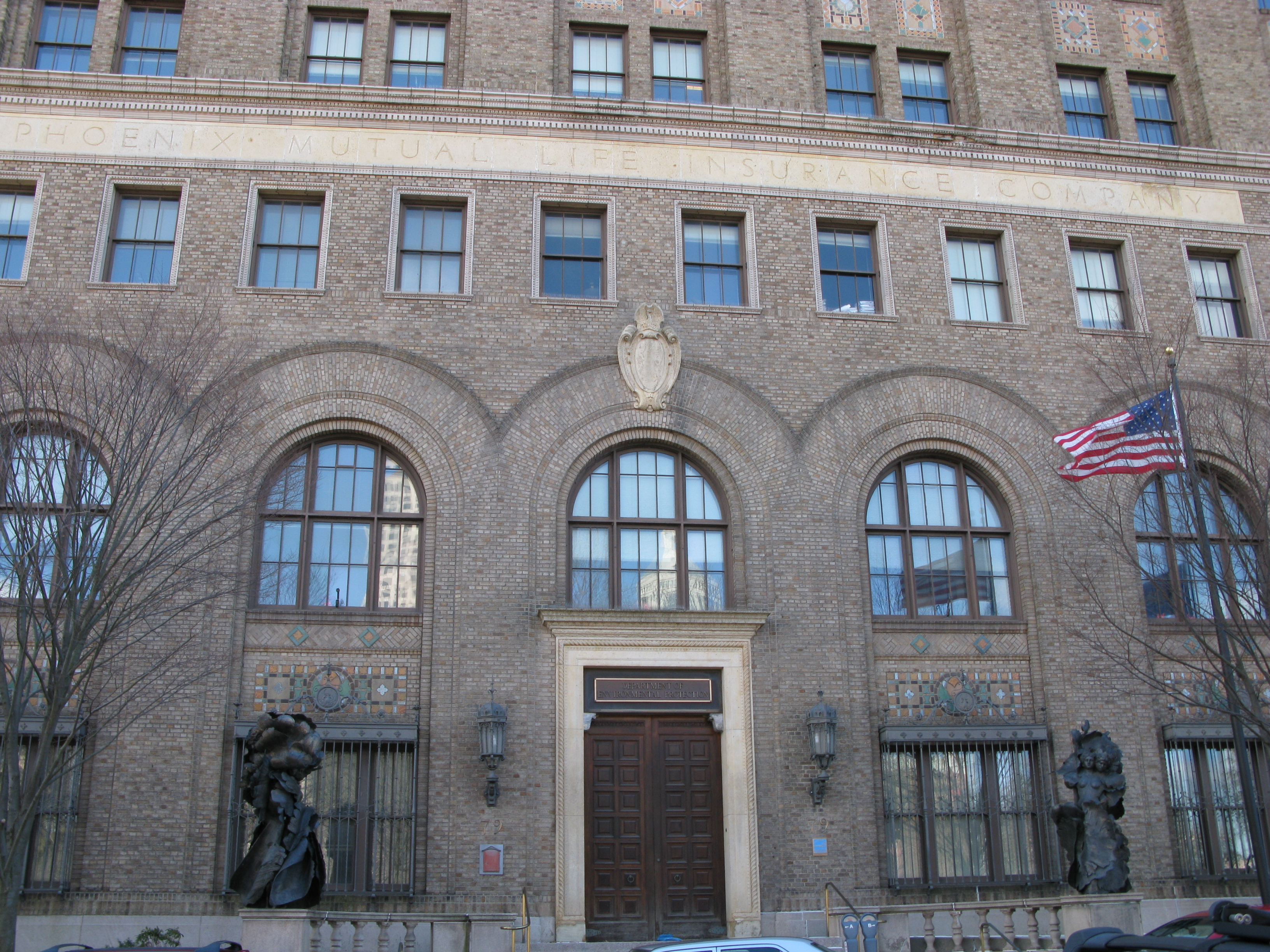
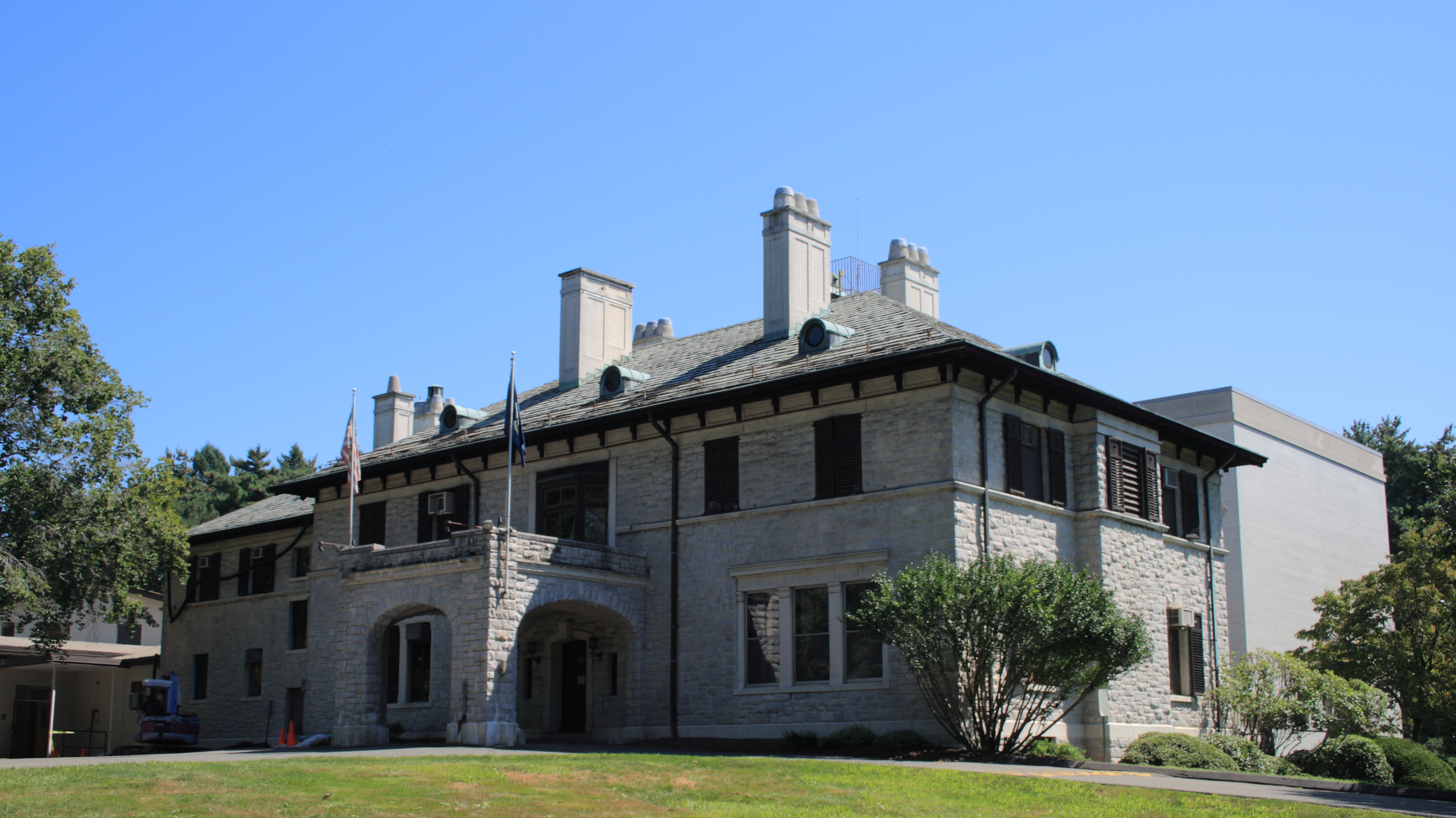
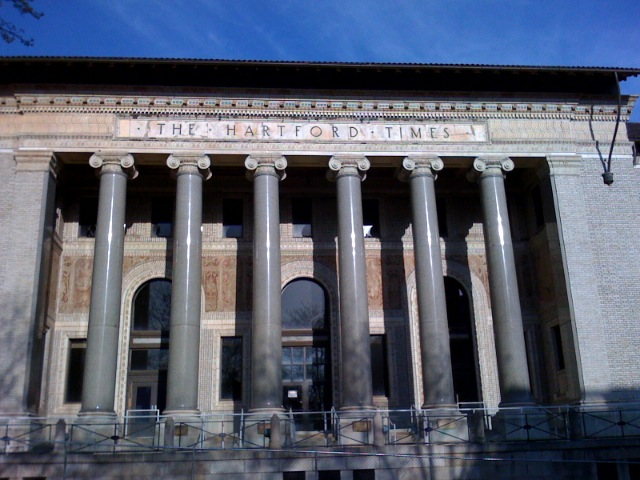
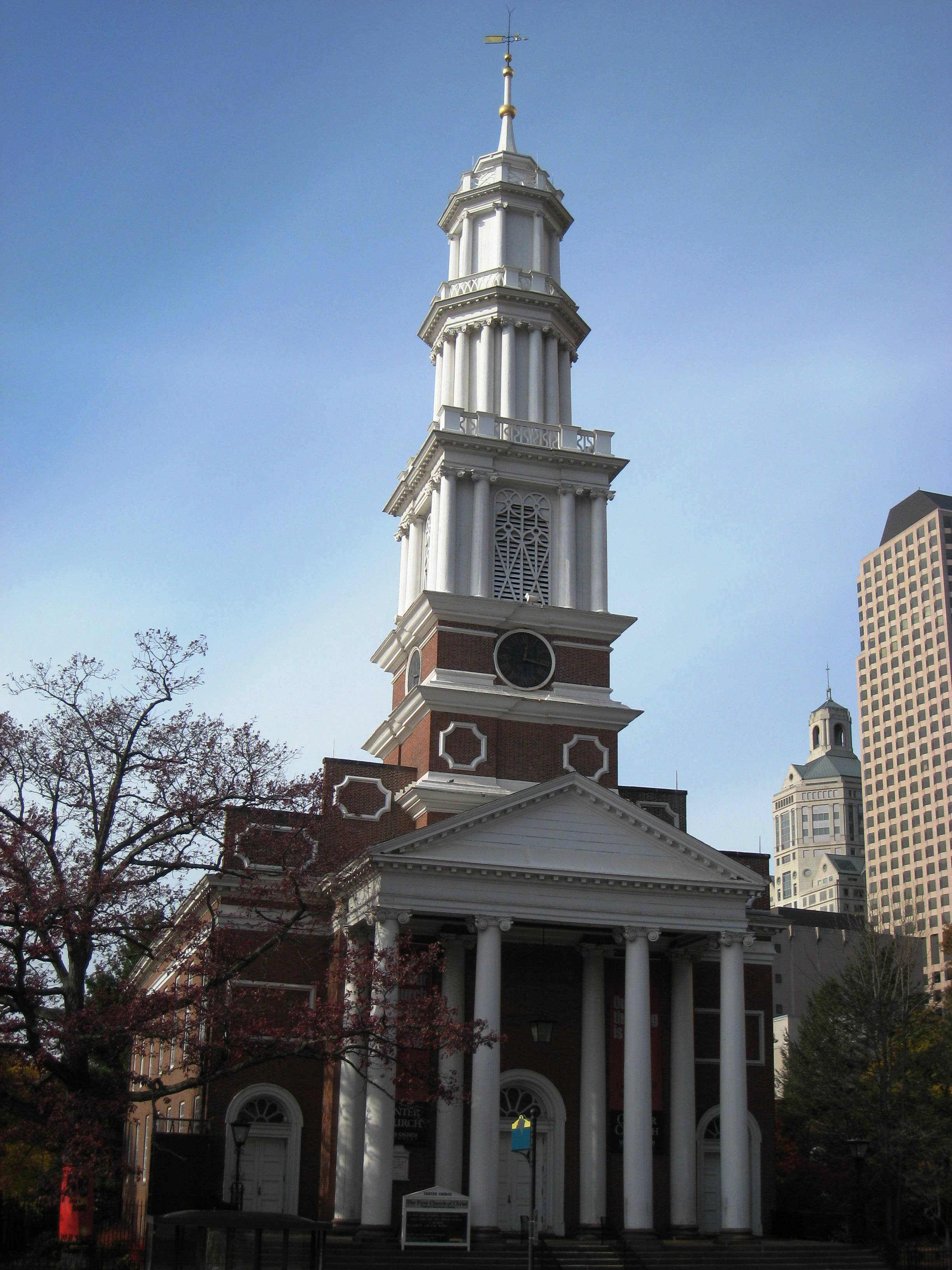
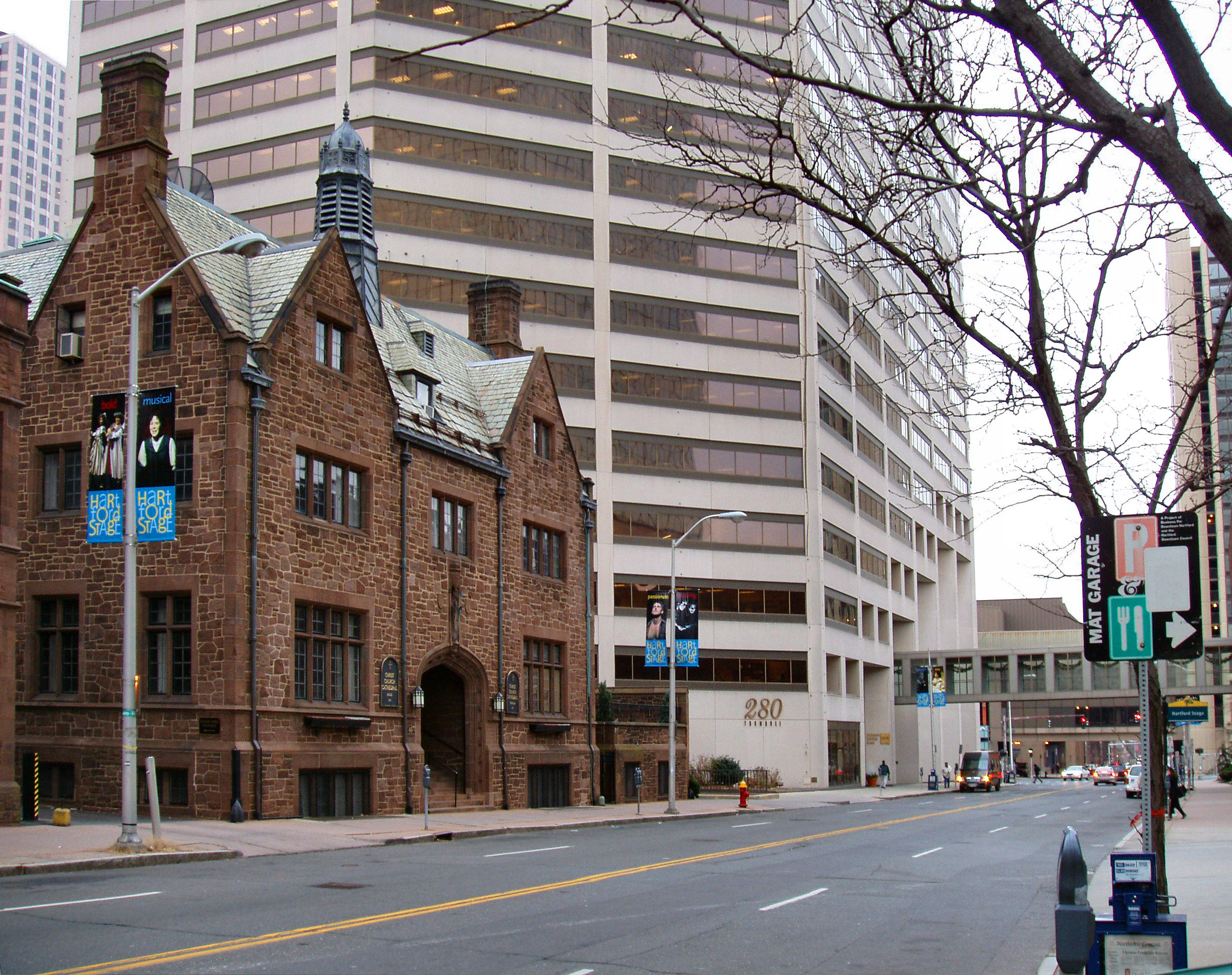
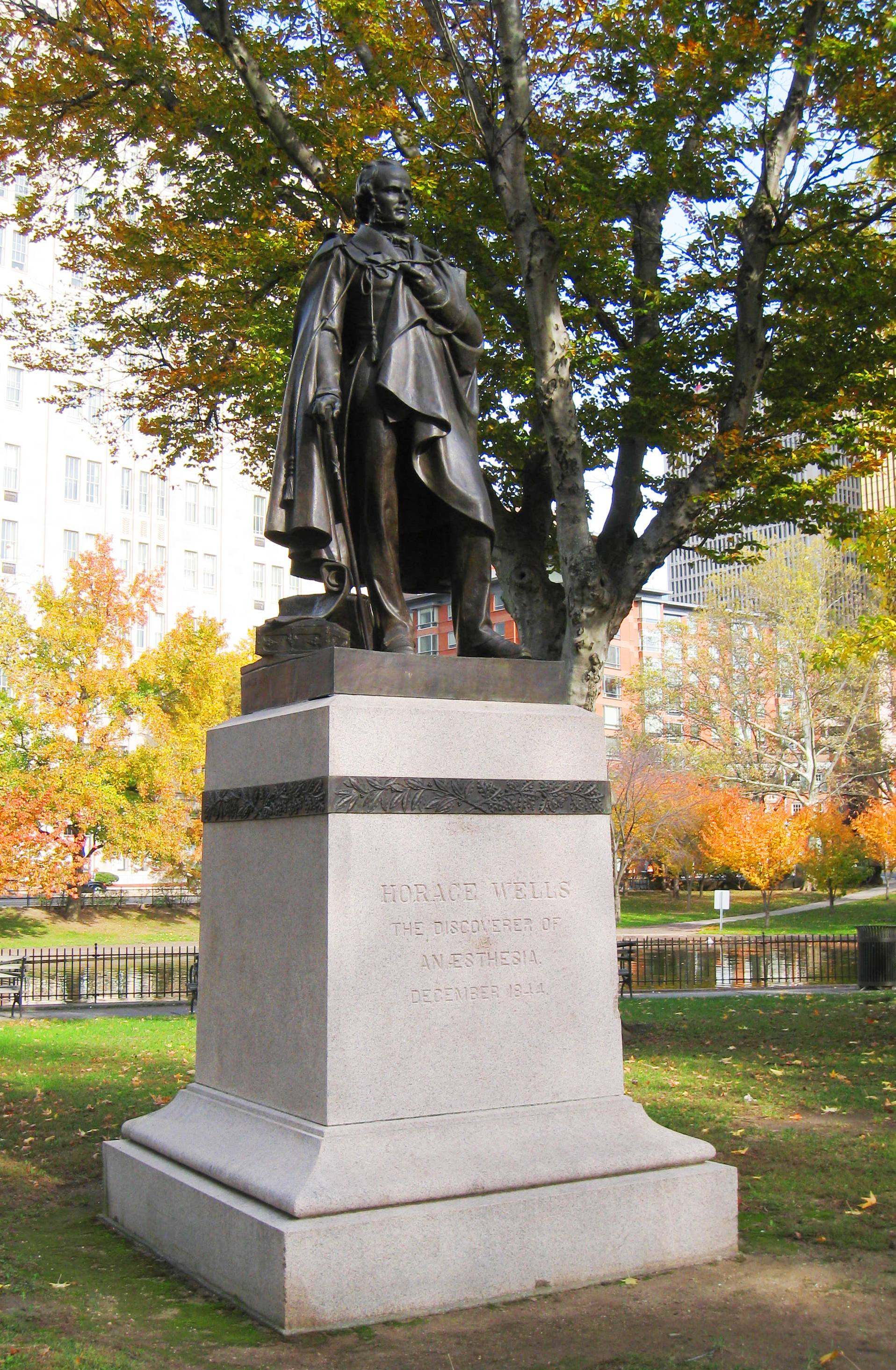
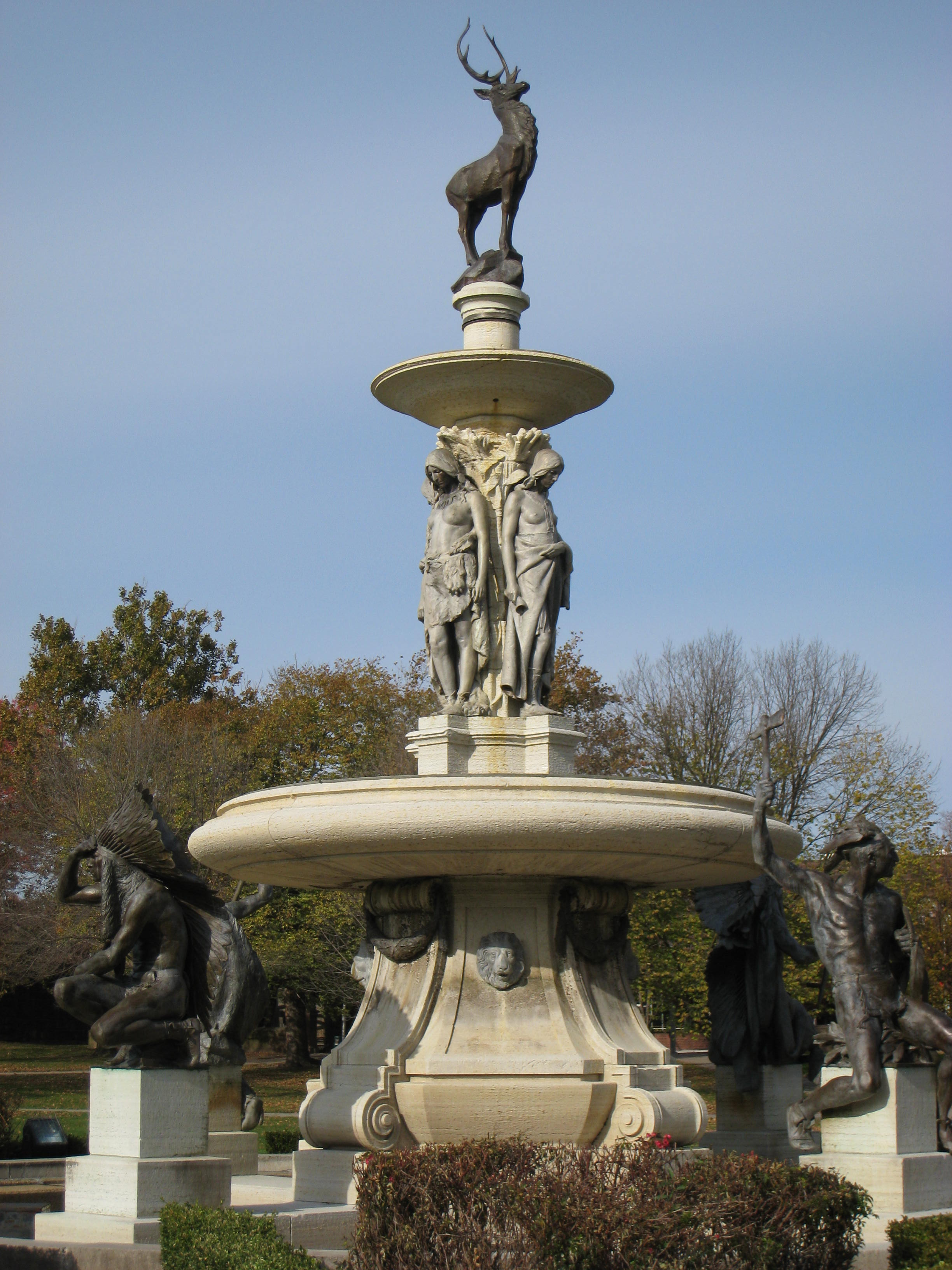
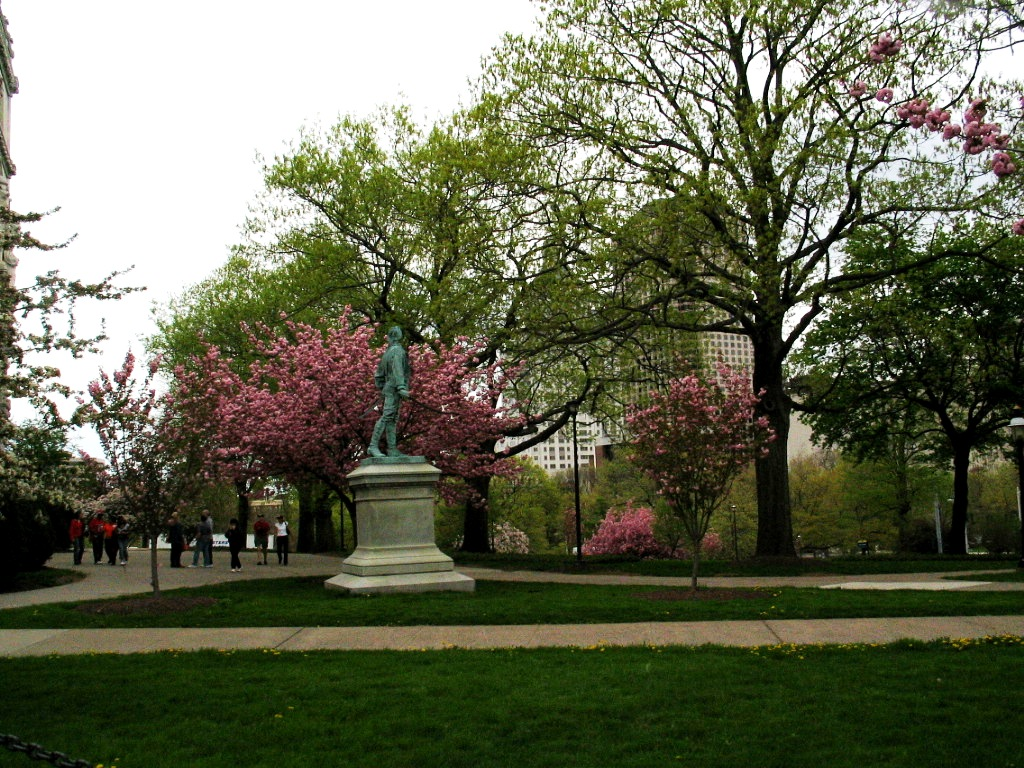
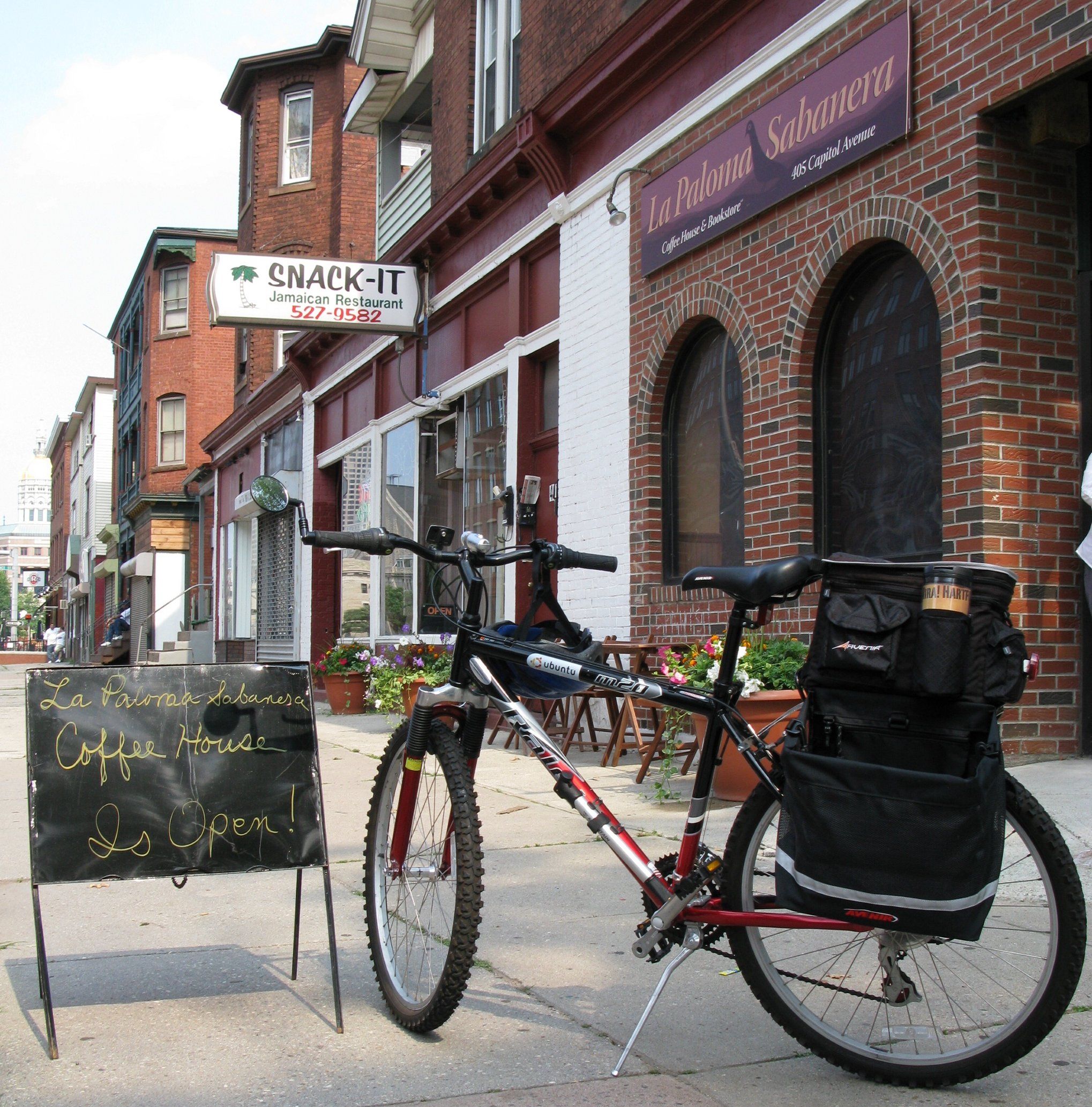
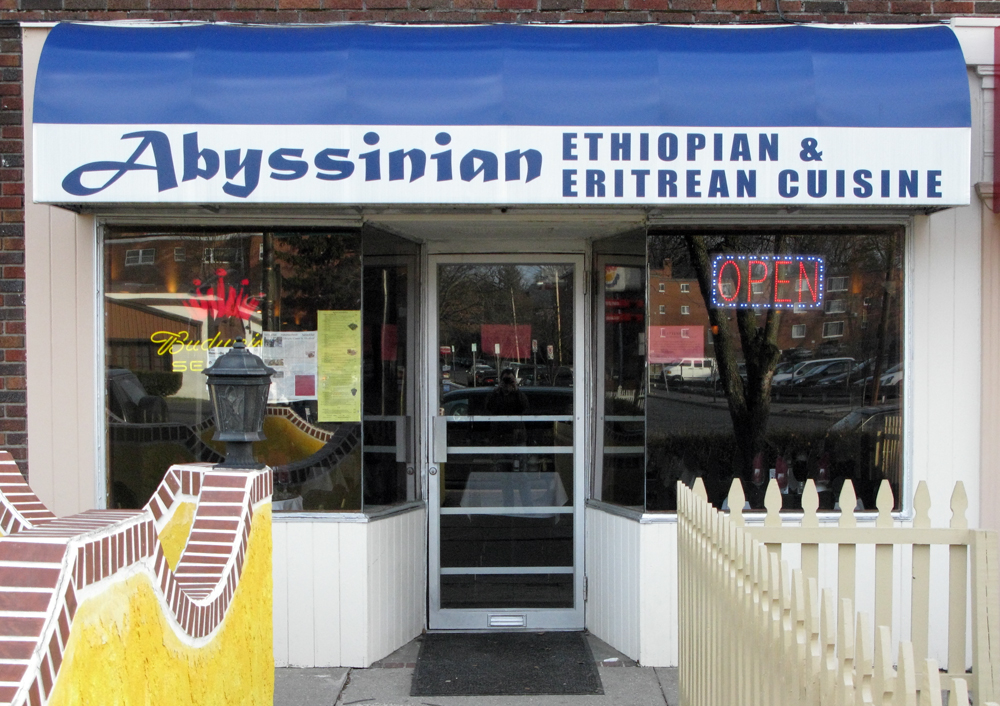
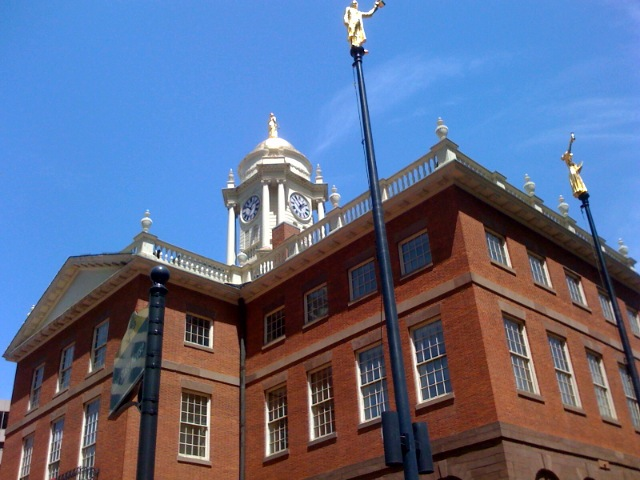
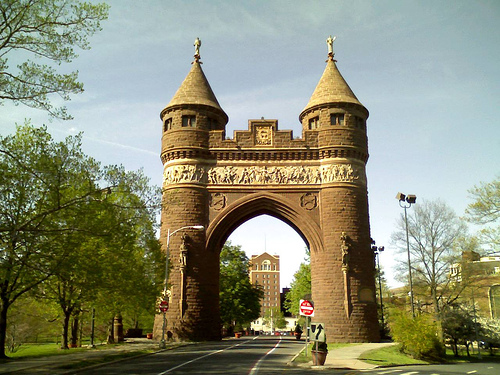
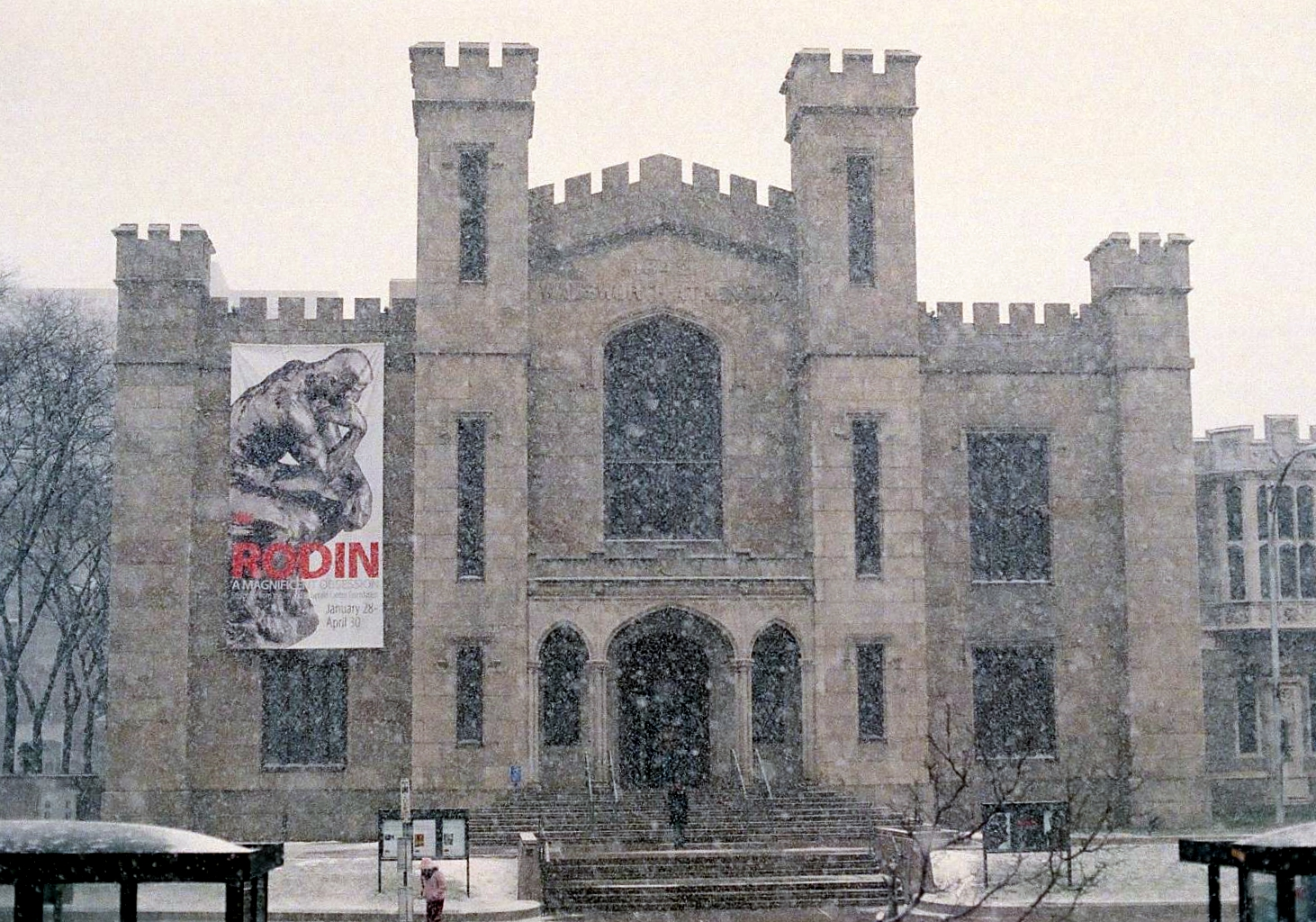